# Virgilio Leret
Virgilio Leret Ruiz (Pamplona, 23 de agosto de 1902 - Melilla, 18 de julio de 1936) fue un militar, aviador, ingeniero e inventor español, que se mantuvo leal a la República tras el estallido de la guerra civil española, y fue uno de los  primeros oficiales ejecutados por los sublevados en dicha guerra. Esposo de Carlota O'Neill de Lamo, escritora y periodista feminista española, que pasó cinco años en prisión tras la ejecución del capitán, partiendo posteriormente al exilio con las dos hijas del matrimonio.
Participó en la guerra de Marruecos, donde inició su carrera como aviador. Hablaba árabe y francés. Quizá su faceta menos conocida es su proyecto (en 1935) de un motor a reacción (denominado Mototurbocompresor de Reacción Continua) que su asesinato al inicio de la Guerra Civil le impidió comenzar.

## Biografía

### Primeros años y formación militar
Virgilio Leret Ruiz nació el 23 de agosto de 1902 en Pamplona, el tercero de ocho hijos del matrimonio formado por el teniente coronel Carlos Manuel Leret y Úbeda (1876-1956) y de María Luisa Ruiz y Ramírez.
A los 15 años, siguió la carrera familiar (militar en Cuba), aunque con grandes inclinaciones hacia lo técnico. A los quince años entró en la Academia de Infantería de Toledo, donde se graduó como alférez el 8 de julio de 1920. Poco después fue destinado al Regimiento del Serrallo n.º 69, con base en Ceuta.

### Guerra de Marruecos
Participó en la campaña de Marruecos entre 1920 y 1924, luchando contra los rebeldes acaudillados por Muley Ahmed al-Raisuli y Abd-el-Krim. Entre otras muchas acciones, tomó parte en la Ocupación de Xauen y en el Desembarco de Alhucemas. Soportó heroicamente, junto a 20 de sus soldados, el duro asedio impuesto durante 21 días por los rifeños al blocao que guarnecían. Por estas fechas aprendió árabe y francés.
Su campaña como aviador la inició en África, en 1925, donde permaneció hasta 1927. Durante este tiempo formó parte del 2.º grupo de Escuadrilla de la Zona Occidental, del 5.º Grupo Expedicionario y de la Escuadrilla Breguet-Rolls. Durante el desembarco de Alhucemas su avión fue abatido y, después de caminar 24 horas por territorio enemigo, logró salvar su vida alcanzando a pie la zona francesa del protectorado marroquí, situado a una gran distancia. En 1929, después de 5 años de estudio, obtuvo el título de Ingeniero Libre Mecánico Electricista, con la más alta calificación. Estaba totalmente volcado en el ejército y en sus proyectos, pero también tenía tiempo para tocar el violín y para escribir ficción, firmando con el seudónimo de "El Caballero del Azul". Para entonces la guerra del Rif había finalizado y se encontraba de nuevo en la península. En paralelo a esta intensa actividad, en la década de 1920 conoció en Barcelona a la que sería su esposa, Carlota O'Neill, madrileña de origen mexicano y feminista de izquierdas, que marcó profundamente su vida.
Debido a su actividad militar en Marruecos, fue recompensado tres veces: en 1922 y, más tarde, 1927 y 1929 con la Cruz de Primera Clase con el distintivo rojo. El rey Alfonso XIII le nombró Caballero de Primera Clase de la Orden del Mérito Militar. De sus condecoraciones, la primera lo fue por sus actuaciones en tierra, mientras que la segunda y la tercera lo fueron por sus actuaciones heroicas en el aire.

### Segunda República
En 1930 se hallaba destinado en Getafe cuando estalló en Jaca, el 12 de diciembre, la sublevación republicana de Fermín Galán y García Hernández. El día 15, un nuevo intento de pronunciamiento republicano tuvo lugar en Getafe, protagonizado por Ramón Franco, Hidalgo de Cisneros y Queipo de Llano. Los oficiales, Leret incluido, solicitaron del jefe de la base que se les permitiera no disparar contra sus compañeros sublevados. Esto hizo que fueran también acusados de rebelión militar, mientras que los tres nombrados huyeron a Portugal (y luego a París), el resto pasó a detención por los últimos dirigentes de la Monarquía. Leret entró en prisión pero sería por poco tiempo, pues el 14 de abril de 1931 se proclamó la Segunda República Española y será inmediatamente amnistiado. 
Entre 1931 y 1932 estuvo presente en varios destinos militares, siendo destinado en junio de 1932 a la Base Aeronaval El Atalayón, situada cerca de Melilla, a orillas de la Mar Chica.

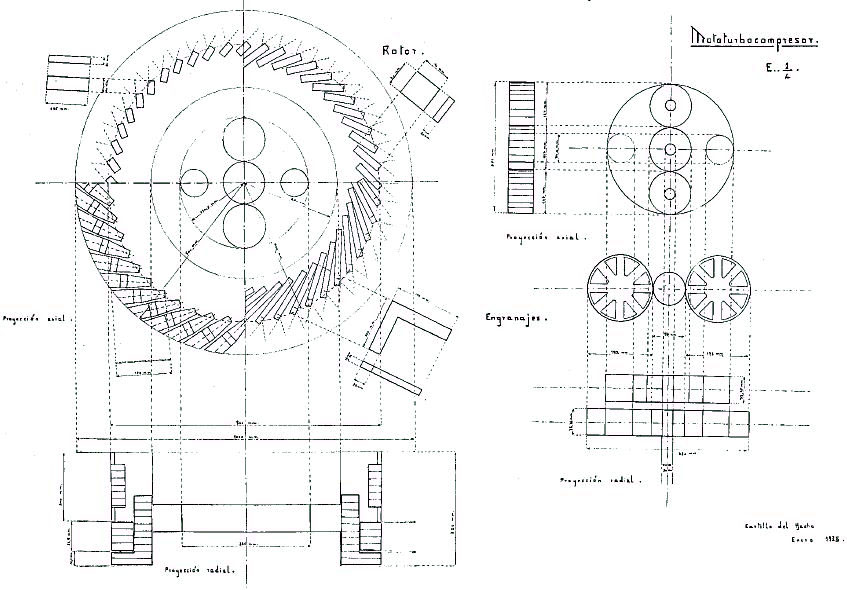
Proyecto del "Mototurbocompresor de Reacción Continua", incluido como parte de la aplicación de patente, fechado en enero de 1935.

En 1934 formó parte de la Escuadrilla Dornier, que dio la vuelta a España. En ese mismo año, un decreto del Gobierno (ya durante el bienio radical-cedista) obligaba a declarar a los militares "que no pertenecían a ninguna sociedad política y/o sindical". Leret declaró no pertenecer a ningún partido ni sindicato. Cuando estalló la Revolución de Asturias, en octubre del 1934, un legionario declaró en un medio: "mientras exista la Legión no entrará el comunismo en España". Al oír esta declaración, Virgilio escribe una carta al general jefe de la circunscripción oriental del Protectorado, Manuel Romerales, preguntando si se había derogado el decreto de no pertenencia a sociedades políticas. El general Romerales ordenó el arresto de Leret y la incoación de expediente judicial.
Durante el tiempo que estuvo en prisión diseñó un motor a reacción, original y revolucionario para su época, al que denominó Mototurbocompresor de Reacción Continua. Este invento fue patentado en el Registro de la Propiedad Industrial de Madrid, el 28 de marzo de 1935, con el n.º 137.729.
Se unió a la Unión Militar Republicana Antifascista, participando en las reuniones previas al estallido de la guerra civil española, y organizando el denominado "Sindicato C. de Aviación cuyos documentos fueron encontrados entre las pertenencias de Virgilio tras su detención.

### Golpe de Estado de julio de 1936
El 17 de julio de 1936 ejercía la jefatura accidental de la Base Aeronaval El Atalayón. Al iniciarse la sublevación en Melilla que daría origen a la guerra civil española defendió la base del ataque del 2.º Escuadrón del Tabor de Caballería de Regulares, al mando del capitán Corbalán. Durante este ataque, el fuego de Leret y sus hombres causó la muerte de un sargento y un soldado marroquíes de la unidad atacante, que fueron los primeros muertos de la guerra civil española. Ante la resistencia de la base, el 2.º Tabor de Infantería de Regulares, al mando del comandante Mohamed ben Mizzian, interrumpió su marcha hacia Melilla para cooperar en el asalto, pero antes de que este se reanudara Leret y sus hombres se rindieron, ante la evidente desproporción de fuerzas. Según los sublevados, fue hecho prisionero, lo trasladaron al fuerte de Rostrogordo donde fue fusilado el 18 de julio de 1936, en compañía de dos alféreces de aviación que se habían significado en la defensa de la base, así como de los capitanes Luis Casado Escudero y Joaquín Fernández Gálvez. Sin embargo, el informe oficial era falso y se supo más tarde por un informe secreto de un teniente sublevado que Leret había sido pasado por las armas "al amanecer del 18 de julio, semidesnudo y con un brazo roto", junto con los alféreces Armando González Corral y Luis Calvo Calavia. En reconocimiento a su hoja de servicios y a su heroica resistencia en Melilla, el gobierno de la República, lo ascendió, a título póstumo, al grado de comandante.
Su esposa Carlota, que había desarrollado su trayectoria feminista como dramaturga y como directora del periódico Nosotras, fue detenida, como muchas otras hijas y mujeres de republicanos, y separada de sus hijas, María Gabriela (Mariela) y Carlota (Loti), perdiendo su custodia. Ellos se habían casado cuando estaban esperando a su segunda hija. Fue juzgada por un tribunal militar dieciocho meses después de su detención y condenada a seis años de prisión, por saber ruso, por subversiva y por su responsabilidad en los actos de su marido.
Tras su salida de la cárcel en 1940, Carlota O'Neill llevó los planos del Mototurbocompresor de Reacción Continua a la embajada británica para dárselos a James Dickson, agregado de aviación, con la idea de que pudieran ser útiles a la causa aliada. Los descendientes de los hermanos de Virgilio aún conservan copias manuscritas del plano.
Su mujer se instaló en Barcelona, en casa de su hermana Enriqueta O'Neill, quien la ayudó a recuperar la custodia de sus hijas. En 1949, con sus hijas ya mayores partió hacia Venezuela, y más tarde México.

## Reconocimientos
En marzo de 2011 se estrenó un documental sobre la figura de Leret, dirigido por el periodista pamplonés Mikel Donaza y producido por ETB, la Fundación Aena y la Universidad Pública de Navarra, con el título Virgilio Leret, el caballero del azul, en referencia al seudónimo usado por Leret para escribir ficción. En 2011, el ayuntamiento de Parla, decidió nombrar una calle en su nombre.
En 2017, la familia de Virgilio Leret Ruiz en España, descendientes de sus hermanos, inició una campaña de recogida de firmas para cambiar la calle del franquista Aviador Zorita (Demetrio Zorita Alonso), propuesta por el Comisionado de Memoria Histórica del Ayuntamiento de Madrid, por la de Virgilio Leret Ruiz; poniendo de relieve el incumplimiento de la Ley de Memoria Histórica por parte del Ayuntamiento de Madrid, regido por Manuela Carmena mediante la candidatura de Ahora Madrid.
En mayo de 2017, tras una denuncia pública de la Federación de Foros por la Memoria, los familiares de Virgilio Leret Ruiz en España iniciaron una campaña para que el Museo de Aeronáutica y Astronáutica de España reconociera su fusilamiento por sus ideas de izquierda. Gracias al apoyo de la Confederación General del Trabajo y la Asociación de ex Presos Políticos Antifranquistas se consiguió cambiar la ficha.
En apoyo de los trabajadores de AENA contra la privatización de la compañía, declararon que: "Por esta razón, ante las presiones de privatización, os mostramos nuestro apoyo. Nosotros hemos reiterado nuestro compromiso con una AENA pública planteando que ningún aeropuerto debe llevar el nombre de Virgilio Leret Ruiz hasta que se declare absolutamente que ningún aeropuerto ni su gestión, a través de AENA, será privada."